# Józef Śliwiok
Józef Kazimierz Śliwiok (ur. 25 listopada 1934 w Siemianowicach Śląskich) – polski profesor nauk chemicznych.

## Biografia
Józef Kazimierz Śliwiok urodził się w Siemianowicach Śląskich 25 listopada 1934 roku. Ukończył Liceum Ogólnokształcące im. Jana Śniadeckiego w Siemianowicach. W latach 1952–1958 studiował w Wyższej Szkole Pedagogicznej w Katowicach. Do grona jego profesorów należeli wówczas: Zbigniew Kwapniewski, Jacek Głogoczowski, Józef Pieter, Alojzy Melich, Ludomir Tokarzewski. W 1962 roku Józef Śliwiok obronił doktorat, zaś w 1972 złożył kolokwium habilitacyjne na Politechnice Śląskiej w Gliwicach. W 1975 roku otrzymał stopień profesora nadzwyczajnego, zaś w 1989 profesora zwyczajnego. Jego badania dotyczyły chromatografii. W latach 1976–2001 prof. Śliwiok, zatrudniony w Instytucie Chemii Uniwersytetu Śląskiego, organizował międzynarodowe sympozja chromatograficzne, najpierw w Katowicach, a następnie w Szczyrku. Ich owocem była publikacja periodyku „Acta Chromatographica”. W 1987 roku prof. Śliwiok otrzymał w dowód uznania prestiżowy Medal Lavoisier’a na kongresie chemii analitycznej w Paryżu. Był prodziekanem Wydziału Matematyki, Fizyki i Chemii Uniwersytetu Śląskiego. W latach 1973–1974 oraz 1987–2005 pełnił funkcję dyrektora Instytutu Chemii UŚ. W latach 1980–1981 był prorektorem ds. ogólnych Uniwersytetu Śląskiego. Wypromował kilkanaście przewodów doktorskich. Współorganizował pracownię konserwacji książek w Bibliotece Śląskiej w Katowicach. Kierował Komisją Nauk Chemicznych przy katowickim oddziale PAN. Prof. Śliwiok był prezesem Górnośląskiego Towarzystwa Przyjaciół Nauk im. Walentego Roździeńskiego. Aktywnie uczestniczył w życiu wspólnoty katolickiego Duszpasterstwa Akademickiego w Katowicach. Mieszka w Katowicach.

## Nagrody i odznaczenia
Prof. Śliwiok otrzymał szereg nagród i odznaczeń:
- Złota Odznaka Zasłużony dla Województwa Śląskiego,
- Medal Komisji Edukacji Narodowej (1975),
- Krzyż Kawalerski Orderu Odrodzenia Polski (1977),
- Złota Odznaka „Zasłużony dla Uniwersytetu Śląskiego”,
- Krzyż Kawalerski Orderu Odrodzenia Polski (1989),
- Nagroda im. Karola Miarki (1997)[6],
- Śląska Nagroda im. Juliusza Ligonia (2001),
- Nagroda Honorowa im. Wojciecha Korfantego (2007)[7],
- Medal im. Andrzeja Waksmundzkiego nadawany przez Komitet Chemii Analitycznej (2000)[8],
- Odznaka honorowa „Zasłużony dla Kultury Polskiej” (2010).

## Wybrane publikacje

### Chemia
- 1965 – Analiza chromatograficzna kwasów tłuszczowych i glicerydów występujących w uwodornionym oleju rzepakowym („Zeszyty Naukowe Wyższej Szkoły Pedagogicznej w Katowicach. Sekcja Chemii”. 1965, z. nr 6; wraz ze Zbigniewem Kwapniewskim, Jadwigą Zarębą)
- 1965 – Ilościowe oznaczanie kwasów tłuszczowych metodą chromatografii bibułowej, Katowice (wraz ze Zbigniewem Kwapniewskim, Jadwigą Zarębą)
- 1965 – Zastosowanie fioletu gencjanowego do wykrywania wyższych kwasów tłuszczowych na bibule chromatograficznej, Katowice (wraz ze Zbigniewem Kwapniewskim, Kazimierzem Gliwińskim)
- 1970 – Barwniki fuksynowe jako nowe odczyniki wywołujące substancje organiczne w chromatografii cienkowarstwowej, Gliwice (praca habilitacyjna)
- 1973 – Chromatografia cienkowarstwowa w zastosowaniu do badań związków organicznych, Katowice (wraz z Leszkiem Czuchajowskim)
- 1974 – Spektroskopowe metody badań związków organicznych NMR, IR, UV, Katowice (wraz z Leszkiem Czuchajowskim)
- 1982 – Materiały pomocnicze do zajęć dydaktycznych z podstaw chemii: skrypt jest przeznaczony dla studentów I roku chemii uniwersyteckiej, Katowice (wraz z Barbarą Korczak, Bożeną Kocjan)
- 1985 – Chromatography in physico-chemical investigations of organic compounds, Katowice ISBN 83-226-0040-2.
- 1987 – Chromatograficzne badania właściwości hydrofobowych wybranych związków organicznych, Katowice (red.) ISBN 83-226-0137-9.
- 1989 – Materiały pomocnicze do zajęć dydaktycznych z podstaw chemii, Katowice (wraz z Bożeną Kocjan)
- 1989 – Wysokosprawna chromatografia cieczowa HPLC: skrypt przeznaczony dla studentów IV i V roku chemii, Katowice (wraz z Beatą Walczak)
- 1990 – Chromatografia gazowa, Katowice (wraz z Witoldem J. Kowalskim)
- 1992 – Rozdział izomerów wysokosprawną chromatografią cieczową, Katowice (wraz z Andrzejem Siwkiem) ISBN 83-226-0467-X.
- 2003 – A comparison of chromatographic separation of selected nicotinic acid derivatives by tc and hplc techniques („Acta Poloniae Pharmaceutica. Drug Research: published bimonthly by the Polish Pharmaceutical Society”. Vol. 60, nr 5 (2003), s. 327–333; wraz z Aliną Pyką, Anną Niestrój)
- 2015 – Chromatografia gazowa w badaniach zabytkowego materiału bibliotecznego („Studia Bibliologiczne”. T. 20 (2015), s. 46–52)

### Historia
- 1994 – Ksiądz dr. Emil Szramek – działalność i dzieła: materiały posesyjne, Katowice (redakcja) ISBN 83-903044-0-6.
- 1996 – Ekologiczne problemy Górnego Śląska, Katowice (redakcja) ISBN 83-903044-1-4.
- 1996 – Ksiądz prof. dr Konstanty Michalski – życie i działalność: materiały posesyjne, Katowice (redakcja) ISBN 83-903044-2-2.
- 1997 – Prof. dr Ryszard Gansiniec – z życia i twórczości: materiały posesyjne, Katowice (redakcja) ISBN 83-903044-3-0.
- 1998 – Ksiądz kardynał dr August Hlond Prymas Polski – działalność i dzieła: materiały posesyjne, Katowice (redakcja) ISBN 83-903044-4-9.
- 1999 – Prof. zw. dr hab. Józef Pieter – działalność i dzieła: materiały posesyjne, Katowice (redakcja) ISBN 83-903044-5-7.
- 2000 – Prof. zw. dr hab. Rudolf Ranoszek – z życia i twórczości: materiały posesyjne, Katowice (redakcja) ISBN 83-903044-7-3.
- 2000 – Ksiądz Kardynał August Hlond – działalność duszpasterska i społeczna w 75-lecie powstania diecezji katowickiej: materiały posesyjne, Katowice (redakcja) ISBN 83-903044-8-1.
- 2000 – Laureaci Nagrody Nobla urodzeni na Śląsku, Katowice (redakcja wraz z Piotrem Greinerem) ISBN 83-903044-6-5.
- 2001 – Śląsk w okresie posługi Prymasa Stefana Kardynała Wyszyńskiego: materiały posesyjne, Katowice (redakcja wraz ze Zbigniewem Szandarem) ISBN 83-903044-9-X.
- 2002 – Professor Ernst Bayer (1927–2002) („Acta Chromatographica”. Nr 12 (2002), s. 3)
- 2002 – Wilhelm Szewczyk – pisarz, publicysta, niemcoznawca: materiały posesyjne, Katowice (redakcja) ISBN 83-916572-0-5.
- 2002 – Z badań nad dziejami języka polskiego na Górnym Śląsku, Katowice (Alina Kowalska, red. wraz z Jerzym Kowalskim) ISBN 83-916572-2-1.
- 2004 – Błogosławiony ksiądz Emil Szramek a współczesność, Katowice (redakcja wraz z ks. Rudolfem Bromem) ISBN 83-916572-5-6.
- 2004 – Dr Andrzej Mielęcki: lekarz, humanista, działacz społeczny, Katowice (redakcja wraz z ks. Rudolfem Bromem, Janem Malickim) ISBN 83-916572-6-4.
- 2004 – Śląscy uczeni: o tych co odeszli. Cz. 1, Katowice (redakcja wraz z Janem Malickim, Magdaleną Skórą) ISBN 83-87849-62-6.
- 2005 – Śląscy uczeni: o tych co odeszli. Cz. 2, Katowice (redakcja wraz z Janem Malickim, Magdaleną Skórą) ISBN 83-87849-79-0.
- 2005 – Karol Stryja: życie i twórczość, Katowice (redakcja wraz z ks. Rudolfem Bromem, Janem Malickim) ISBN 83-916572-8-0.
- 2005 – Ksiądz kardynał Bolesław Kominek – twórca chrześcijańskich struktur życia społecznego: w 80-lecie powstania diecezji katowickiej, Katowice (redakcja wraz z ks. Rudolfem Bromem) ISBN 83-916572-7-2.
- 2006 – Prof. zw. dr hab. Andrzej Brożek: życie i twórczość, Katowice (redakcja wraz z ks. Rudolfem Bromem, Lechem Szarańcem) ISBN 83-916572-9-9.
- 2006 – Kościół Mariacki w Katowicach: fakty i ludzie. Cz. 1, Katowice (redakcja wraz z ks. Rudolfem Bromem, Andrzejem Suchoniem) ISBN 83-60367-00-0.
- 2007 – Ks. bp dr Herbert Bednorz: działalność duszpasterska, Katowice (redakcja wraz z ks. Rudolfem Bromem, Janem Malickim) ISBN 978-83-60367-73-5.
- 2007 – Prof. zw. dr hab. Alojzy Melich: działalność naukowa i społeczna, Katowice (redakcja wraz z ks. Rudolfem Bromem, Janem Malickim) ISBN 978-83-60367-65-0.
- 2007 – Śląscy uczeni: o tych, co odeszli. Cz. 4, Katowice (redakcja wraz z Janem Malickim, Magdaleną Skórą) ISBN 978-83-60209-09-7.
- 2007 – Śląscy uczeni: o tych, co odeszli. Wydanie jubileuszowe, Katowice (redakcja wraz z Janem Malickim, Magdaleną Skórą) ISBN 978-83-60209-19-6.
- 2008 – Kościół Mariacki w Katowicach: fakty i ludzie. Cz. 2, Katowice (redakcja wraz z ks. Rudolfem Bromem, Andrzejem Suchoniem) ISBN 978-83-60367-89-6.
- 2008 – Jan Wypler: śląski humanista, Katowice (redakcja wraz z ks. Rudolfem Bromem, Janem Malickim) ISBN 978-83-7593-016-0.
- 2009 – Kościół Mariacki w Katowicach: fakty i ludzie. Cz. 3, Katowice (redakcja wraz z ks. Rudolfem Bromem, Andrzejem Suchoniem) ISBN 978-83-7593-047-4.
- 2009 – Józef Rymer: pierwszy włodarz polskiego Śląska, Katowice (redakcja wraz z ks. Rudolfem Bromem, Janem Malickim) ISBN 978-83-7593-036-8.
- 2011 – Joseph von Eichendorff w literaturze i muzyce, Katowice (redakcja wraz z ks. Rudolfem Bromem, Janem Malickim) ISBN 978-83-7593-105-1.